# ساندرا ستيفنز
ساندرا ستيفنز (بالإنجليزية: Sandra Stevens)‏ هي مغنية بريطانية، ولدت في 23 نوفمبر 1949 في ليدز في المملكة المتحدة.

## وصلات خارجية
- ساندرا ستيفنز على موقع IMDb (الإنجليزية)
- ساندرا ستيفنز على موقع ميوزك برينز (الإنجليزية)
- ساندرا ستيفنز على موقع أول ميوزيك (الإنجليزية)
- ساندرا ستيفنز على موقع ديسكوغز (الإنجليزية)